# 劉澤溥
劉澤溥，字苕水。河南林縣人。清朝政治人物。

## 生平
康熙六年（1667年）中式丁未科二甲進士。選翰林院庶吉士，散館授編修。